# Mathilde Gremaud
Mathilde Gremaud (Friburgo, 8 de febrero de 2000) es una deportista suiza que compite en esquí acrobático, especialista en las pruebas de big air y slopestyle.
Participó en dos Juegos Olímpicos de Invierno, obteniendo tres medallas, plata en Pyeongchang 2018, en la prueba de slopestyle, y dos en Pekín 2022, oro en slopestyle y bronce en big air.
Ganó tres medallas en el Campeonato Mundial de Esquí Acrobático entre los años 2021 y 2025. Adicionalmente, consiguió nueve medallas en los X Games de Invierno.

## Carrera deportiva
Ganó la medalla de plata en la prueba de slopestyle de los Juegos Olímpicos de Pyeongchang 2018. Con 88,00 puntos ocupó la segunda posición y compartió podio con su compatriota Sarah Höfflin y la británica Isabel Atkin. En Pekín 2022 obtuvo la medalla de oro en el slopestyle con 86,56 puntos y la de bronce en la prueba de big air con 182,50 puntos.
En el Campeonato Mundial de 2021 obtuvo la medalla de plata en el slopestyle, siendo superada por la china Gu Ailing. En el Mundial de 2023 se proclamó campeona en el slopestyle al ganar la final con 87,95 puntos, título que revalidó en 2025 con una marca de 85,65 puntos. Por otra parte, logró tres medallas de oro en la prueba de big air de los X Games de Invierno, en las ediciones de Oslo 2017, Aspen 2019 y Aspen 2021.

## Medallero internacional
| Año                | Lugar                       | Medalla           | Prueba     |
| ------------------ | --------------------------- | ----------------- | ---------- |
| 2018               | Pyeongchang (Corea del Sur) | Medalla de plata  | Slopestyle |
| 2022               | Pekín (China)               | Medalla de oro    | Slopestyle |
| 2022               | Pekín (China)               | Medalla de bronce | Big air    |
| Campeonato Mundial |                             |                   |            |
| Año                | Lugar                       | Medalla           | Prueba     |
| 2021               | Aspen (Estados Unidos)      | Medalla de plata  | Slopestyle |
| 2023               | Bakuriani (Georgia)         | Medalla de oro    | Slopestyle |
| 2025               | Engadina (Suiza)            | Medalla de oro    | Slopestyle |

| X Games de Invierno | X Games de Invierno    | X Games de Invierno | X Games de Invierno |
| Año                 | Lugar                  | Medalla             | Prueba              |
| ------------------- | ---------------------- | ------------------- | ------------------- |
| 2017                | Oslo (Noruega)         | Medalla de oro      | Big air             |
| 2019                | Aspen (Estados Unidos) | Medalla de oro      | Big air             |
| 2019                | Bærum (Noruega)        | Medalla de bronce   | Big air             |
| 2020                | Aspen (Estados Unidos) | Medalla de plata    | Big air             |
| 2020                | Hafjell (Noruega)      | Medalla de plata    | Slopestyle          |
| 2021                | Aspen (Estados Unidos) | Medalla de oro      | Big air             |
| 2022                | Aspen (Estados Unidos) | Medalla de plata    | Slopestyle          |
| 2023                | Aspen (Estados Unidos) | Medalla de plata    | Slopestyle          |
| 2024                | Aspen (Estados Unidos) | Medalla de plata    | Slopestyle          |